# Riksutställningar
Riksutställningar ist eine schwedische Behörde, die Wanderausstellungen produziert. Ihr Sitz ist in Visby. Riksutställningar hat etwa 50 Angestellte (2008) und eine große Anzahl freiberuflicher Mitarbeiter.

## Beschreibung
Riksutställningar wurde 1976 nach einer zehnjährigen Versuchszeit als staatliche Stiftung gegründet und 1998 in eine Behörde umgewandelt.
Riksutställningar produziert Wanderausstellungen in den Bereichen Kunst, Literatur, Natur, Technik, Umwelt und anderen gesellschaftsrelevanten Fragen. 2005 wurden insgesamt 25 verschiedene Ausstellungen, davon sieben Neuproduktionen, an 130 Orten, davon 26 im Ausland, gezeigt. Neben Ausstellungen führt Riksutställningar auch Beratungen durch und veranstaltet Seminare.